# Golden set (voleibol)
Golden Set, no voleibol, é um termo para designar o sexto set de uma partida em que o regulamento assim o permita.
Por exemplo, na fase de mata-mata da principal competição de clubes do continente europeu, os times se enfrentam em jogos de ida e volta (turno e returno ). No primeiro jogo, a equipe A vence por 3 a 0. Como o saldo de sets não é critério de desempate, se a equipe B vence por 3 a 2, no jogo de volta, obriga a disputa de um sexto set, denominado Golden Set. Quem vencesse e golden set, avançaria Tal qual o tie-break, este set é disputado em 15 pontos.
O fato curioso é que, com o Golden Set, a partida termina em um número par de sets, fazendo com que, teoricamente, seja possível que uma partida termine empatada em 3x3.